# Lycée Robert-Schuman
Het Lycée Robert-Schuman, afgekort LRSL, is een Luxemburgse school voor secundair onderwijs in Luxemburg-Stad. Eerder was zij bekend als Lycée de jeunes filles à Luxembourg, in het Luxemburgs als (Stater) Meedercherslycée. Het lyceum is vernoemd naar politicus Robert Schuman.

## Geschiedenis
In 1892 opende in Luxemburg een Industrie- en Handelsschool, voorloper van het latere jongenslyceum. Voor meisjes werd in 1909 het Lycée de jeunes filles à Luxembourg opgericht, als particuliere organisatie. Nicolas van Werveke werd de eerste directeur van de school. In 1911 werd een wettelijke basis gelegd voor openbaar onderwijs voor meisje in Luxemburg-Stad en Esch-sur-Alzette. Het gemeentebestuur besloot voor de school enkele zalen van de Industrieschool in Limpertsberg in te richten. De school voor meisjes werd in oktober 1911 geopend, tegelijkertijd met het Lycée de jeunes filles à Esch-sur-Alzette. In 1926 kreeg het meisjeslyceum een eigen gebouw nabij Glacis, ontworpen door Nicolas Petit.
De door minister Jean Dupong in 1968 ingevoerde onderwijshervorming zorgde voor een gelijkschakeling van het onderwijs aan jongens en meisjes. In 1972 werd het meisjeslyceum een gemengde school en omgedoopt tot Lycée Robert-Schuman.
Tussen 1979 en 2007 werd de school meermalen gemoderniseerd en vergroot, waarbij zij onder andere een eigen bibliotheek kreeg.

## Oud-docenten en -leerlingen
Docenten
- Anne Beffort
- Georgette Beljon
- Pierre Blanc
- Adolf Eberhard
- Mathias Esch
- Prosper Friob
- Rosemarie Kieffer
- Jean-Pierre Lamboray
- Joseph-Germain Strock
- Lily Unden

Leerlingen
- Jasmine Braun
- Anne Brasseur
- José Ensch
- Colette Flesch
- Camille Gira
- Guillaume van Luxemburg
- Carole Mersch
- Isabelle Oberweis
- Lydie Polfer
- Mady Schaffner
- Germaine Simon
- Maggy Stein